# 荒川ちか
荒川 ちか（あらかわ ちか、1999年（平成11年）7月29日 - ）は、日本の女優（元子役）、モデル、映画監督。元アイドル、元ジュニアアイドル。雑誌『ピチレモン』の元専属モデルで、アイドルグループ「乙女新党」の元メンバー。
神奈川県横浜市出身。ベリーベリープロダクション所属後、フリーランスを経てバップ所属。

## 来歴
『アニー』に憧れて芸能界入りし、2003年にACジャパンのCMでデビュー。ジュニアアイドル、子役として活動する。
2009年、『Sho→Boh』に初登場、初表紙を飾る。
2009年10月30日、1stDVD「まいにち少女」をリリース。
2010年にロシア映画「ヤクザガール」で10歳にして映画初主演を務め、2011年、コメディ・クルージュ国際映画祭にて同作品が出品され、最優秀女優賞を受賞。
2011年度前期のNHK連続テレビ小説『おひさま』にオーディションを経て井上真央演じるヒロインの幼少時代の級友役で出演。
2012年2月発売のVol.24をもって『Sho→Boh』を卒業。同年7月発売の『Chu→Boh』に初登場、初表紙を飾る。
2012年7月公開の映画『おおかみこどもの雨と雪』の文子役で声優に初挑戦した。
2012年8月号の『ピチレモン』より、専属モデルを務め、その後2015年12月号の廃刊まで所属した。
2012年には山田洋次監督により映画『東京家族』（2013年1月公開）に抜擢される。
2012年12月より、バラエティ番組『ようこそ!東池袋ヒマワリ荘』の出演メンバーから結成されたアイドルグループ「乙女新党」の一員として活動。また、当番組で行われた声優オーディションを勝ち抜き、2013年1月放送のテレビアニメ『GJ部』で綺羅々・バーンシュタイン役を務めた。
2014年7月5日をもって、乙女新党を卒業。
2017年は受験に備えて仕事を制限し、2018年1月には所属事務所を退所。同年春の高校卒業、大学進学後は映像作品の製作にも意欲を示し、「地下鉄シアター」と題した自主映画上映イベントを開催している。2019年6月には、avandonedの新体制初シングルとなる「マーガレット」のミュージックビデオの監督を務めた。また、学業や映像製作と平行し、フリーランスで俳優やモデル業も継続。
2022年3月、日本大学藝術学部映画学科監督コースを卒業したことを発表した。
2022年5月よりバップ所属。

## 人物
- B.81 W.58 H.85 S.23.5cm[1]。
- 趣味は囲碁、ビーズ、お絵かき、ピアノ、タップダンス。
- 特技はダンス、フラフープ、歌、動物とすぐ仲良くなれること。
- ペットとして、カメを飼っている。
- 長所は誰とでも、どんな動物ともすぐ仲良くなれるところ。明るいところ。
- 短所はおてんばなところ。
- 好きな色はピンク。
- ボクっ娘で一人称は「ボク」を使用している[4][8]が、「私」や「荒川」も使っているのだという[13]。
- 1週間に30本以上の作品を観ているアニメオタクである[14]。ウクライナに訪れた際に、現地の子供にアニメの面白さを教えてもらったのがきっかけ[15]。「アニメを1.3倍速で見ること」も特技という[4]。
- ジュニアアイドルではあるものの、水着などの活動はしていない。ただし、自身のブログでは水着姿の写真をアップしたことはある。
- 同じ子役出身である菊池和澄とは同い年で（ただし菊池は早生まれのため学年は異なる）、子役時代からたびたび共演しており仲が良い。

## 出演

### テレビドラマ
- 土曜ミッドナイトドラマ 快感職人 第2話（2006年7月15日、テレビ朝日） - さやか 役
- 月曜ゴールデン 警視庁三係・吉敷竹史シリーズ(3) 北の夕鶴2/3の殺人（2008年1月21日、TBS） - 通子（少女時代） 役
- 東京大空襲（2008年3月17日 - 18日、日本テレビ） - 中村友子 役
- 炎神戦隊ゴーオンジャー 第34話（2008年10月12日、テレビ朝日） - 楼山早苗（幼少）役
- 金曜ナイトドラマ 歌のおにいさん 第4話 - 最終話（2009年1月 - 3月、テレビ朝日） - あんず 役
- ABUアジア子どもドラマシリーズ 図書館(In the Library)（2009年7月27日、NHK教育） - みさこの友達 役
- 臨場 続章 第6話（2010年5月19日、テレビ朝日） - 山辺恵美 役
- スクール!!（2011年1月16日 - 3月、フジテレビ） - 原翔子 役
- 連続テレビ小説 おひさま（2011年4月4日 - 10月1日、NHK総合） - 田中ユキ（幼少） 役[6]
- 金曜スーパープライム 終戦ドラマスペシャル 犬の消えた日（2011年8月12日、日本テレビ） - 松倉さよ子 役 ※後のこの作品で寺本純菜と共演する。
- よる★ドラ ビターシュガー（2011年10月18日 - 12月20日、NHK総合） - 五十嵐美月 役
- ドラマスペシャル 刑事魂（2012年3月31日、テレビ朝日） - 村井遥 役
- 宮部みゆき 4週連続 “極上”ミステリー 第1夜 理由（2012年5月7日、TBS） - 片倉信子 役
- 家族のうた 第5話（2012年5月13日、フジテレビ） - 高村七海 役
- プレミアムドラマ 恋愛検定 第1話（2012年6月3日、NHK BSプレミアム） - 辻香織 役
- 女信長（2013年4月5日 - 6日、フジテレビ） - 織田信長（幼少期） 役
- 幽かな彼女（2013年4月9日 - 6月18日、関西テレビ） - 野本香織 役
- 明日の光をつかめ -2013 夏-（2013年7月1日 - 8月30日、東海テレビ） - 三沢由香里 役
- 長崎発地域ドラマ「私の父はチャンポンマン」（2013年12月18日、NHK BSプレミアム）- 主演・前田七海役
- お先にどうぞスペシャル〜伊豆・旅情篇〜（2014年1月3日、WOWOW） - 房野舞 役
- 東京ガードセンター 第5話（2014年5月8日、Dlife）
- 医師たちの恋愛事情 第2話（2015年4月16日、フジテレビ） - 川村瑞希 役
- プレミアムドラマ ある日、アヒルバス 第1話・最終話（2015年7月5日・8月23日、NHK BSプレミアム） - JK 役
- 宮城発地域ドラマ 独眼竜 花嫁道中（2015年7月29日、NHK BSプレミアム） - 川上ことり〈コッコちゃん〉 役
- 土曜ワイド劇場 ドクター彦次郎（2015年10月3日、テレビ朝日） - 森七海 役
- 土曜ワイド劇場 おみやさんスペシャル（2016年2月13日、テレビ朝日） - 岡本エリカ 役
- 土曜ワイド劇場 タクシードライバーの推理日誌(39) スキャンダルな乗客!!（2016年3月26日、テレビ朝日） - 沢田梓美 役
- BS時代劇 立花登青春手控え 第2回（2016年5月20日、NHK BSプレミアム） - おみよ 役
- ウルトラマンオーブ 第18話（2016年11月5日、テレビ東京） - 渋川テツコ 役
- 土ドラ 個人差あります 第7話（2022年9月17日、東海テレビ）
- 18/40～ふたりなら夢も恋も（2023年7月11日 - 9月12日、TBS） - 鈴江真子 役
- 不適切にもほどがある! 第1話（2024年1月26日、TBS） - 女子高生 役

### テレビアニメ
- GJ部（2013年1月 - 3月、日本テレビ） - 綺羅々・バーンシュタイン 役[16]
  - GJ部@（2014年5月、日本テレビ）[17]
- マジンガーZIP!（2014年2月28日、日本テレビ） - 本人 役[18]
- 休日のわるものさん（2024年1月8日、テレビ東京） - 係員 役

### ゲーム
- アイドリズム（2014年3月、iOS/Android） - トキコIII 役[19]

### 映画
- 富江VS富江（2007年11月17日公開） - 富江（少女時代） 役
- パーク アンド ラブホテル（2007年） - 田川緑 役
- 1303号室（2007年）
- お姉チャンバラ THE MOVIE vorteX（2009年） - ケイ 役
- 戦慄迷宮3D THE SHOCK LABYRINTH（2009年） - リン 役
- ヤクザガール（原題：DOCH YAKUDZY）（2010年）（第3回したまちコメディ映画祭in台東にて上映） - 主演・百合子 役
  - 2010年9月ロシア公開、2011年10月『ヤクザガール 二代目は10歳』として日本公開
- おおかみこどもの雨と雪（2012年7月21日） - 文子 役
- 東京家族（2013年1月） - ユキ 役[7][8]
- 迷宮カフェ（2015年3月7日） - ソラ 役
- 夏ノ日、君ノ声（2015年10月24日） - 主演・高代舞子 役[20][21]
- 星くず兄弟の新たな伝説（2018年1月20日） - ウサコ 役
- こちら放送室よりトム少佐へ（2019年） - 望月明日香 / トム少佐 役　※短編
- 短編作品集ADABANA よつば（2022年）-　よつば 役 ※短編
- EROSION（2022年）※短編
- 仁義なき幕末 -龍馬死闘篇-（2023年） - 蘭月童子 役

### CM
- ACジャパン(旧:公共広告機構)（2003年）
- 富士通 らくらくホン「らくらく持って、でかけよう 篇」（2007年8月22日 - 2008年2月21日）
- 森永製菓 ティナ（2008年3月24日 - 2009年9月23日）
- バンダイ NEW Canバッジgood!（2009年 - 2010年）
- 鶴弥 防災瓦「大切な人 篇」（2009年6月1日 - 2010年5月31日）
- ナショナルジオグラフィックWEB広告 私たちは、まだまだ、知らない。翼（2010年）
- キユーピー あえるパスタソース たらこ「たらこ、海に出現 篇」（2010年9月15日 - 2011年9月14日）
- 三井住友カード 三井住友VISAプラチナカード「将来の夢 篇」（2011年11月6日 - 2012年11月5日）
- ダイムラー メルセデス・ベンツ 新E-CLASS（2011年 - 2012年）

### バラエティ
- こちら!サイエンスJr.編集部（2010年3月14日 - ）
- ようこそ!東池袋ヒマワリ荘（2012年7月4日 - 9月26日、日本テレビ） - 主演
- すイエんサー（2013年1月29日 - 、NHK Eテレ） - すイエんサーガールズ
- 今夜はアリエナイト（2013年10月22日 - 2014年3月18日、フジテレビ） - MC

### 舞台
- 赤毛のアン（2005年）
- 仁義なき幕末-令和激闘篇-（2023年）
- 彼女にあったら、よろしくと（2024年）[22]
- ovation! ovation!!（2024年）[23]

### オリジナルビデオ
- がんばれ僕らのママドルヒロインキューティーアイ（2008年2月8日、ZENピクチャーズ） - 日野ゆかり 役

### ネット配信
- UR都市機構（2008年10月1日） - WEBCM
- Adobe 学生生活デジタル化委員会（2020年） - WEBCM

### 広告
- UR都市機構（2008年10月1日） - 新聞広告

### ミュージックビデオ（出演）
- 室井雅也「ヒロインは君で」（2018年8月）[24]
- nowisee「ナノ」（2018年8月）[25]
- Blueglue「ラジオとスープ」（2019年7月）[26]
- tiny anchor「mini theater」（2019年9月）[27]
- Made in Raga-sa「シグナル」（2019年10月）[28]
- 野崎りこん「空を分かつ feat．tedeo」（2020年4月）[29]
- 弱虫倶楽部「La Love Song」（2020年12月）[30]
- ドアノブロック「愛のスコール」（2021年3月）[31]
- れん「きみのうた」（2022年3月）[32]
- Mega Shinnosuke「メロい夢」（2025年4月）[33]

## 書籍

### 雑誌
- Sho→Boh（Vol.17 - 21、23、海王社）Sho→Boh No.058[34]
- Chu→Boh（Vol.50、海王社）
- ピチレモン（2012年8月号 - 2015年12月号、学研パブリッシング）専属モデル

### 単行本
- DVD付!女の子をかわいく撮る108の方法MarkII（2010年3月2日、ぶんか社）

## CD・DVD

### DVD
- まいにち少女 （2009年10月30日、ぶんか社 KODV-112）

### デジタル写真+ムービー作品集
- innocent （2011年7月15日、平岩亨撮影、ファンプラス・GザテレビジョンPLUS配信）

### シングル
- ハーイ!グラスホッパー 〜グラスホッパー物語II春編〜（2007年4月18日、ポニーキャニオン） - 孫バッタ3きょうだいとして

### アルバム
- グッジョぶの音楽“G"（2013年3月6日、ポニーキャニオン） - 綺羅々・バーンシュタインとして

## 監督作品

### 映画
- フレームイン（2018年）-監督・出演
- ドレスはあなたを今日一番の敵に向かわせる（2018年）-監督
- なやみのマメ（2019年） -監督
- HOW TO KISS（2020年）-監督・主演
- 拉麺少女（2021年）-監督
- COMPASS（2021年）-監督・出演

### ミュージックビデオ
- avandoned「マーガレット」（2019年6月） -監督[11]
- 4cc「ヴァンパイア」-監督

## 受賞歴
- 2011年 コメディ・クルージュ国際映画祭（ルーマニア） 最優秀女優賞（『ヤクザガール 二代目は10歳』）[35]